# Beira Alta

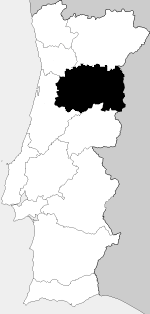
Antiga província de la Beira Alta

La Beira Alta era una antiga província portuguesa, instituïda formalment per una reforma administrativa de 1936. No obstant això, les províncies mai van tenir cap atribució pràctica, i van desaparèixer de la terminologia administrativa (encara que no del vocabulari quotidià dels portuguesos) amb l'entrada en vigor de la Constitució de 1976. Limitava al nord amb Trás-os-Montes e Alto Douro, al nord-oest amb el Douro Litoral, a l'oest i al sud-oest amb la Beira Litoral, al sud amb la Beira Baixa i a l'est amb Espanya (província de Salamanca, a Castella i Lleó). Llavors estava constituïda per 32 concelhos, integrant gairebé la totalitat dels districtes de Guarda i Viseu i dos concelhos del llevant del districte de Coïmbra. Tenia la capital a la ciutat de Viseu i altres destacades ciutats eren Guarda i Pinhel.
- Districte de Coïmbra: Oliveira do Hospital, Tábua.
- Districte de Guarda: Aguiar da Beira, Almeida, Celorico da Beira, Figueira de Castelo Rodrigo, Fornos de Algodres, Gouveia, Guarda, Manteigas, Meda, Pinhel, Sabugal, Seia, Trancoso.
- Districte de Viseu: Carregal do Sal, Castro Daire, Mangualde, Moimenta da Beira, Mortágua, Nelas, Oliveira de Frades, Penalva do Castelo, Penedono, Santa Comba Dão, São Pedro do Sul, Sátão, Sernancelhe, Tarouca, Tondela, Vila Nova de Paiva, Viseu, Vouzela.

Aquesta província, en conjunt amb la Beira Baixa, i de vegades fins amb la inclusió de la Beira Trasmontana, formaven una unitat geogràfica major: la Beira Interior.

## Actualitat
Actualment, el seu territori es troba repartit per les regions Nord i Centre, pertanyent a la primera la subregió del Douro (concelhos de Moimenta da Beira, Penedono, Sernancelhe i Tarouca), i a la segona la totalitat de les subregions de la Beira Interior Norte, la Cova da Beira, el Dão-Lafões així com una petita part del Pinhal Interior Norte (per abastar el seu territori els dos concelhos del districte de Coïmbra pertanyents a la Beira Alta) 